# ميخائيل لوند
ميخائيل لوند (بالإنجليزية: Michael Lund)‏ هو صحفي أسترالي، ولد في 1965.

## وصلات خارجية
- الموقع الرسمي